# Las ruinas de un imperio
Las ruinas de un imperio (en ruso: Обломок империи, romanizado: Oblomok imperii) es una película muda dramática soviética de 1929 dirigida por Fridrikh Ermler.

## Sinopsis
Un soldado llamado Filimonov perdió la memoria debido al impacto de un proyectil durante la guerra civil rusa. En 1928 ve a una mujer en un tren que pasa y de repente recuerda su propia historia. Decide partir hacia su ciudad natal, San Petersburgo, ahora rebautizada como Leningrado. Está confundido por los rápidos cambios en el moderno Leningrado y consigue un trabajo en su antiguo lugar de trabajo, donde poco a poco se da cuenta de lo que significa que los campesinos estén ahora a cargo de la fábrica. Sus compañeros de trabajo encuentran la nueva dirección de su esposa y lo envían allí. Filimonov se enfrenta al hecho de que su esposa ahora está casada con un burócrata soviético que la trata mal. En la escena final, Filimonov rompe la cuarta pared y declara a la audiencia que aún queda mucho trabajo por hacer.

## Reparto
- Fyodor Nikitin como Filimonov;
- Lyudmila Semyonova como Natalia, la esposa de Filimonov;
- Valeri Solovtsov como el nuevo esposo de Natalia;
- Yakov Gudkin como Jacob, el soldado herido;
- Vyacheslav Viskovsky como el exempleador;
- Sergueï Guerassimov como un menchevique;
- Varvara Miasnikova como una pasajera en el tren;
- Ursula Krug;
- Aleksandr Mélnikov como un miembro del Komsomol (sin acreditar);
- Emil Gal como un pasajero en el tren (sin acreditar).

## Restauración
La película fue restaurada en 2018 por un equipo internacional de expertos en cine mudo, incluido el presidente de la junta del Festival de Cine Mudo de San Francisco, Robert Byrne, y Peter Bagrov, exarchivista de Gosfilmofond. La restauración se basó principalmente en una copia de 35 mm del EYE Filmmuseum en Ámsterdam, Países Bajos. Se tomaron un par de tomas faltantes e intertítulos de una copia de la Cinémathèque suiza. Crucialmente, se insertó nuevamente la escena en la que se muestra a Jesús en el crucifijo con una máscara de gas. Colin Benders compuso una nueva banda sonora para el estreno neerlandés en el EYE Filmmuseum, utilizando un sintetizador modular Eurorack. La película se volvió a montar con escenas omitidas, siendo la versión restaurada más larga que la original.